# The Parallax II: Future Sequence
Albums de Between the Buried and Me
The Great Misdirect
(2009) Coma Ecliptic
(2015)
The Parallax II: Future Sequence est le sixième album studio du groupe de metal progressif américain Between the Buried and Me. Il est sorti le 9 octobre 2012 sous le label Metal Blade Records.

## Liste des titres
| 1.    | Goodbye to Everything         | 1:39  |
| 2.    | Astral Body                   | 5:01  |
| 3.    | Lay Your Ghosts to Rest       | 10:02 |
| 4.    | Autumn (instrumental)         | 1:17  |
| 5.    | Extremophile Elite            | 9:58  |
| 6.    | Parallax                      | 1:15  |
| 7.    | The Black Box                 | 2:10  |
| 8.    | Telos                         | 9:45  |
| 9.    | Bloom                         | 3:29  |
| 10.   | Melting City                  | 10:19 |
| 11.   | Silent Flight Parliament      | 15:09 |
| 12.   | Goodbye to Everything Reprise | 2:29  |
| 72:33 |                               |       |

## Crédits
- Dan Briggs – basse, clavier
- Blake Richardson – batterie, percussions
- Tommy Giles Rogers – chant, clavier
- Paul Waggoner – guitare solo
- Dustie Waring – guitare rythmique